# Arhopalus coreanus
Arhopalus coreanus là một loài bọ cánh cứng trong họ Cerambycidae.